# Paraserianthes pullenii
Paraserianthes pullenii är en ärtväxtart som först beskrevs av Bernard Verdcourt, och fick sitt nu gällande namn av Ivan Christian Nielsen. Paraserianthes pullenii ingår i släktet Paraserianthes och familjen ärtväxter. Inga underarter finns listade i Catalogue of Life.